# Conocybe juniana
Conocybe juniana är en svampart. Conocybe juniana ingår i släktet Conocybe och familjen Bolbitiaceae.  Arten är reproducerande i Sverige.Utöver nominatformen finns också underarten sordescens.